# Paulo Roberto Pereira
Paulo Roberto Manoel Pereira (São Caetano do Sul, 10 de dezembro de 1962) é um apresentador de televisão evangélico e diretor administrativo da Igreja Universal do Reino de Deus do Rio de Janeiro. Foi deputado federal do Rio Grande do Sul entre 2007 e 2011.
Em 2016 foi denunciado pela participação no Escândalo das passagens aéreas, ocorrido quando era deputado federal em 2009. Com recursos de seu gabinete, teriam sido emitidas passagens para o ministro Gilmar Mendes e sua mulher. Entretanto as passagens tinham sido compradas diretamente pelo juíz, ou seja a operadora Terra Turismo utilizado a passagem como comprovante da despesa do parlamentar.